# Фразеологический словарь
Фразеологический словарь — словарь устойчивых словосочетаний (фразеологических единиц), которые сравнительно легко выделяются из контекста как единое целое, состоящее из нескольких слов, в отличие от свободных сочетаний слов, где каждое слово самостоятельно.

## Организация фразеологического словаря
Двуязычный фразеологический словарь даёт не только эквиваленты, но и перевод однозначных словосочетаний, представляющих собой самодовлеющее предложение (напр., пословицу, цитату, афоризм и т. д.)
Как правило, фразеологические единицы располагаются в алфавитном порядке, но не по первому слову, а по главным в смысловом отношении словам словосочетания.
Никонов Д. О. полагает, что основные принципы фиксации фразеологических единиц должны рассматриваться отдельным разделом — фразеографией. При составления фразеологического словаря рекомендуется:
- выделить денотативный и коннотативный компоненты значения фразеологической единицы;
- указать примеры использования фразеологической единицы;
- описать внутреннюю форму фразеологизма;
- дать культурологическую справку.

## Известные фразеологические словари
- Фразеологический словарь русского языка / Под ред. А.И. Молоткова. — М.: Советская энциклопедия, 1968. — 543 с.
- Фелицына В.П., Мокиенко В.М. Русские фразеологизмы. Лингвострановедческий словарь / Ин-т рус. яз. им. А.С. Пушкина. Под ред. Е.М. Верещагина, В.Г. Костомарова. — М.: Русский язык, 1990. — 220 с.
- Бирих А.К., Мокиенко В.М., Степанова Л.И. Словарь русской фразеологии. Историко-этимологический справочник / СПб. гос. ун-т. — СПб.: Фолио-Пресс, 1998. — 704 с.

- Жуков В. П. Фразеологический словарь русского языка / Сост. Л. А. Войнова, В. П. Жуков, А. И. Молотков, А. И. Федоров / Под ред. А. И. Молоткова. М.: Сов. энциклопедия, 1967. — 7 изд-е. М.: АСТ. Астрель, 2006. — 525 с.
- Жуков В. П. Словарь русских пословиц и поговорок. Изд-е 4-е, испр. и доп. М.: Русский язык, 1991. — 536 с. Изд-е 15-е, стереотип. М.: Дрофа, 2014. — 650 с. — ISBN 978-5-358-14023-3
- Жуков В. П. Словарь фразеологических синонимов русского языка: ок. 730 синоним. рядов / В. П. Жуков, М. И. Сидоренко, В. Т. Шкляров ; под ред. В. П. Жукова. — М.: Рус. яз., 1987. — 440[2].

- Жуков А.В., Жуков В. П.  Школьный фразеологический словарь русского языка. 7-е изд-е. — М.: Просвещение, 2013. — 574 с. — ISBN 5-09-000969-4
- Жуков А.В., Жукова М.Е. Словарь современной русской фразеологии. — М.: АСТ-Пресс Книга, Словари XXI века, 2015. — 416 с. (Институт русского языка имени В.В. Виноградова) — ISBN 978-5-462-01515-1[3].

Двуязычные
- Кунин А. В. Большой англо-русский фразеологический словарь. Изд. 4-е, переработанное и дополненное. Около 20 тыс. фразеологических единиц. — М.: «Русский язык», 1984. — 944 с.
- Кунин А. В. Русско-английский фразеологический словарь. — Изд. 4-е, переработанное и дополненное. Около 20 тыс. фразеологических единиц. — М.: «Русский язык», 1984. — 942 с.
- Lubensky, Sophia. Random House Russian-English Dictionary of Idioms. — New York: Random House, 1995. — 1017 p. ISBN 0-679-40580-1
- Лукшин Юрий. Большой польско-русский, русско-польский фразеологический словарь. — Варшава, 1998.